# Anemopaegma parkeri
Anemopaegma parkeri là một loài thực vật có hoa trong họ Chùm ớt. Loài này được Sprague mô tả khoa học đầu tiên năm 1906.